# August Schaper (Orgelbauer)
August Schaper (* 18. Februar 1840 in Alfeld (Leine); † 18. Februar 1920 in Hildesheim) war ein deutscher Orgelbauer, der vorwiegend im Bistum Hildesheim wirkte.

## Leben und Werk
August Schaper wurde als Sohn des Orgelbauers Heinrich Schaper geboren. Bei ihm erlernte er etwa von 1854 bis 1858 den Orgelbau und übernahm um 1877 dessen Werkstatt. Während sein Vater in traditioneller Weise mechanische Schleifladen baute, führte August Schaper in der Firma die Kegellade ein. Zu seinen Neubauten kommen Erweiterungsumbauten, Umdisponierungen und zahlreiche Reparatur- und Pflegearbeiten. Schaper war bis 1919 als Orgelbauer tätig und starb 1920 an seinem 80. Geburtstag.

## Werkliste (Auswahl)
In der fünften Spalte bezeichnet die römische Zahl die Anzahl der Manuale und ein großes „P“ ein selbstständiges Pedal. Die arabische Zahl gibt die Anzahl der klingenden Register an. Die letzte Spalte bietet Angaben zum Erhaltungszustand oder zu Besonderheiten.
| Jahr | Ort                | Kirche             | Bild | Manuale | Register | Bemerkungen |
| ---- | ------------------ | ------------------ | ---- | ------- | -------- | --- |
| 1878 | Söhre              | Kath. Kirche       |      | II/P    | 15       | erhalten |
| 1881 | Ahrbergen          | Kath. Kirche       |      | I/P     | 7        | erhalten |
| 1883 | Sorsum             | St. Kunibert       |      | II/P    | 17       | Reparatur der Orgel eines unbekannten Orgelbauers (um 1850); Windlade und Pfeifenmaterial erhalten                                |
| 1884 | Asel               | St. Catharina      |      | II/P    | 15       | Gehäuse von vor 1590, verändert erhalten                                                                                          |
| 1886 | Harsum             | St. Cäcilia        |      | II/P    | 30       | erhalten → Orgel |
| 1887 | Groß Giesen        | Kath. Kirche       |      | II/P    | 17       | später umgebaut |
| 1887 | Bilderlahe         | St. Michael        |      | I/P     | 8        | 1917 Abgabe der Prospektpfeifen; 1953 Gehäuseumgestaltung; weitgehend erhalten → Orgel                                            |
| 1888 | Kloster Marienrode | St. Michael        |      | II/P    | 29       | unter Verwendung des Gehäuses und Registern von Christian Vater; 10–12 Register von Schaper erhalten                              |
| 1889 | Schellerten        | Ev.-luth. Kirche   |      | II/P    | 19       | Erweiterung der Orgel von Johann Conrad Müller (1769) um ein Hinterwerk auf einem zweiten Manual, dessen 4 Register erhalten sind |
| 1890 | Bühren             | Ev.-luth. Kirche   |      | I/P     | 6        | erhalten |
| 1891 | Adlum              | Kath. Kirche       |      | II/P    | 15       | erhalten; Orgel entw. von Furtwängler/Elze oder Schaper/Hildesheim erbaut                                                         |
| 1892 | Ottbergen          | St.-Nikolai-Kirche |      | II/P    | 19       | später umgebaut |
| 1893 | Lechstedt          | Ev.-luth. Kirche   |      | II/P    | 12       | später umdisponiert |
| 1894 | Hüddessum          | St. Matthias       |      | II/P    | 13       | später umdisponiert |